# Гаврич, Будимир
Будимир Гаврич (серб. Будимир Гаврић; род. 26 июля 1944, Grapska Donja, Босния и Герцеговина) — сербский генерал и военный деятель, военачальник Войска Республики Сербской в период войны в Боснии и Герцеговине.

## Биография
Будимир Гаврич родился 26 июля 1944 года в селе Грапска-Доня в общине Добой в семье Неделько и Милки Гаврич. 
В 1959 году окончил начальную школу, в 1963 году — Среднюю сельскохозяйственную школу. Затем поступил в Военную академию Сухопутных войск Югославской народной армии, учёбу в которой завершил в 1966 году. Повышал квалификацию в Командно-штабной академии Сухопутных войск в 1977 году и в Командно-штабной школе в 1988 году.
В Югославской народной армии служил в гарнизонах в Нише, Пивке, Врхнике, Любляне и Белграде. Начало распада Югославии встретил в звании полковника на службе в Любляне, на должности в штабе 14-го корпуса. 
4 июня 1992 года, во время войны в Боснии и Герцеговине, присоединился к Войску Республики Сербской, где был назначен на должность начальника штаба Восточно-Боснийского корпуса, на которой оставался вплоть до конца боевых действий. Вскоре после окончания войны, 27 декабря 1995 года, ему было присвоено звание генерал-майора. 31 декабря 1996 года вышел на пенсию.
Женат. В браке родился сын.

## Награды
- Югославия Орден за военные заслуги с серебряными мечами
- Югославия Орден народной армии с серебряной звездой
- Югославия Орден за военные заслуги с золотыми мечами
- Югославия Орден народной армии с золотой звездой
- Республика Сербская Звезда Карагеоргия третьей степени